# مهدی خان قراگوزلو
مهدی خان قراگوزلو سرابندی (درگذشته ۱۳۱۵ خورشیدی) همچنین معروف به امیرتومان قراگوزلو، امیرالامراء و منصورالدوله، دیپلمات و ملاک ایرانی و برادر ناتنی ابوالقاسم خان ناصرالملک قراگوزلو (نایب‌السلطنه احمدشاه قاجار) بود.
پدر مهدی خان، احمدخان سرتیپ و پدربزرگش محمود خان ناصرالملک بودند. مادرش نگارالسلطنه (دوم) نوه عباس میرزا ولیعهد ناکام فتحعلی‌شاه بود. پس از درگذشت احمدخان سرتیپ و مسافرت برادر بزرگشان ابوالقاسم خان به فرنگ، مهدی خان و برادرش عبدالعلی خان قراگوزلو سرکرده فوج مخبران قراگوزلو شدند. مهدی خان بعدها به منصب امیرتومانی رسید. او چند سال در اروپا به سیر و سیاحت پرداخت و پس از بازگشت به ایران در املاک خود یک آموزشگاه کشاورزی به نام «مدرسه فلاحت احمدی» تأسیس کرد. او در بین سال‌های ۱۹۱۳ م. تا ۱۹۱۸ م. به مدت پنجسال سفیر ایران در آمریکا بود.
مهدی خان چون سایر خوانین قراگوزلو در عزل و نصب حکام همدان دست داشت. از جمله در داستان معروف ازدواج عزالدوله برادر ناصرالدین شاه و حاکم همدان، با نگارالسلطنه، چون مهدی‌خان و سایر حکام با این ازدواج مخالفت بودند، دست به تحریک و شورش زدند و در نهایت از تهران حکم عزل عزالدوله را گرفتند.